# Van Steenberge

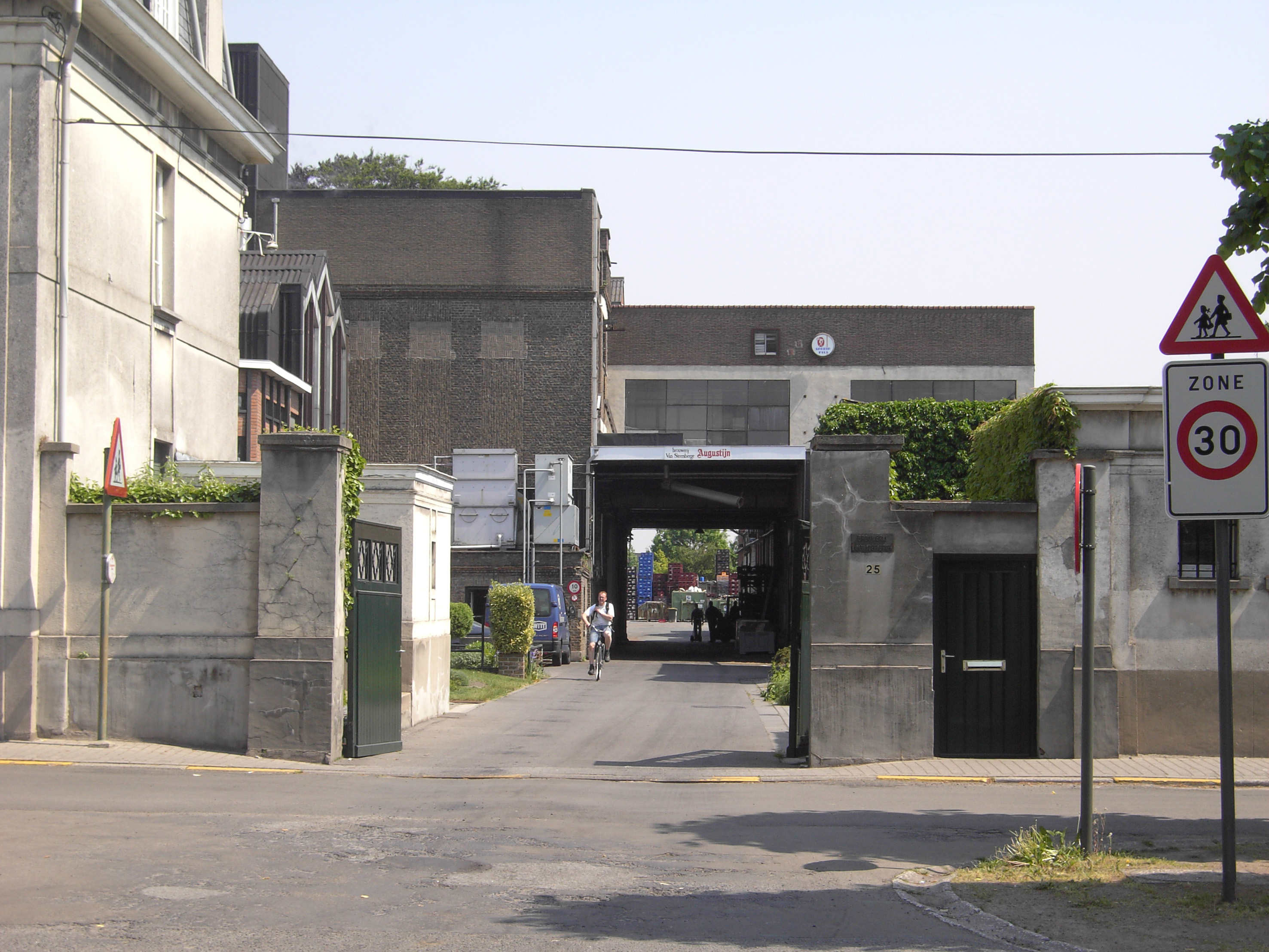
Die Brauerei Van Steenberge

Brouwerij Van Steenberge N.V. ist eine belgische Bierbrauerei mit Sitz in der ostflandernschen Gemeinde Evergem; sie befindet sich dort im Ortsteil Ertvelde.

## Geschichte
Die Gründung der Brauerei erfolgte durch Jean Baptise De Bruin im Jahr 1784 unter dem Namen De Peer. Nach dessen Tod setzte seine Witwe Angelina Petronella Schelfaut den Braubetrieb fort. Ihr Cousin und langjähriger Assistent Jozef Schelfaut übernahm nach deren Ableben die Brauerei. Dessen Tochter Margriet ehelichte den Politiker und Professor für Mikrobiologie an der Brauerschule in Gent, Paul Van Steenberg, der den Familienbetrieb nach dem Ersten Weltkrieg fortführte. Van Steenberge nannte die Brauerei 1919 in Bios um, modernisierte die Brauanlagen und erweiterte das Biersortiment um verschiedene Sorten und Marken, wie zum Beispiel das Bios Flemish Bourgogne und das Leutebock. Nach dessen Tod im Jahr 1962 führte sein Sohn Jozef Van Steenberge den Betrieb unter dem heutigen Firmennamen fort. Dieser brachte ab 1978 die Augustijn-Biere auf den Markt; weitere Marken und Sorten, wie unter anderem die Starkbiere Piraat und Gulden Draak kamen später hinzu. 1990 ging die Familienbrauerei an dessen Sohn Paul Van Steenberge über, der den Brau- und Abfüllprozess nach neuestem technischen Stand modernisierte. Im Jahr 1998 verstärkte Jef Versele, ein Cousin Paul Van Steenberges, in der siebten Generation den Familienbetrieb, der von diesen beiden heute gemeinschaftlich geleitet wird.

## Biermarken
- Augustijn Blond (8 %)
- Augustijn Donker (7 %)
- Augustijn Grand Cru (9 %)
- Berenbier (7,5 %)
- Bière du Boucanier Dark Ale (8 %)

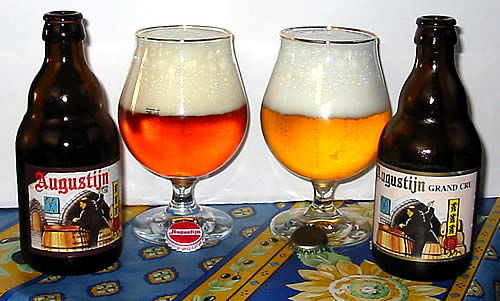
Augustijn-Biere

- Bière du Boucanier Golden Ale (11 %)
- Bière du Boucanier Red Ale (7 %)
- Bornem Dubbel (8 %)
- Bornem Tripel (9 %)
- Bruegel (5 %)
- Celis White (5 %)
- Gulden Draak (10,5 %)
- Leute Bokbier (7,5 %)
- Piraat (10,5 %)
- Sparta Pils (5 %)

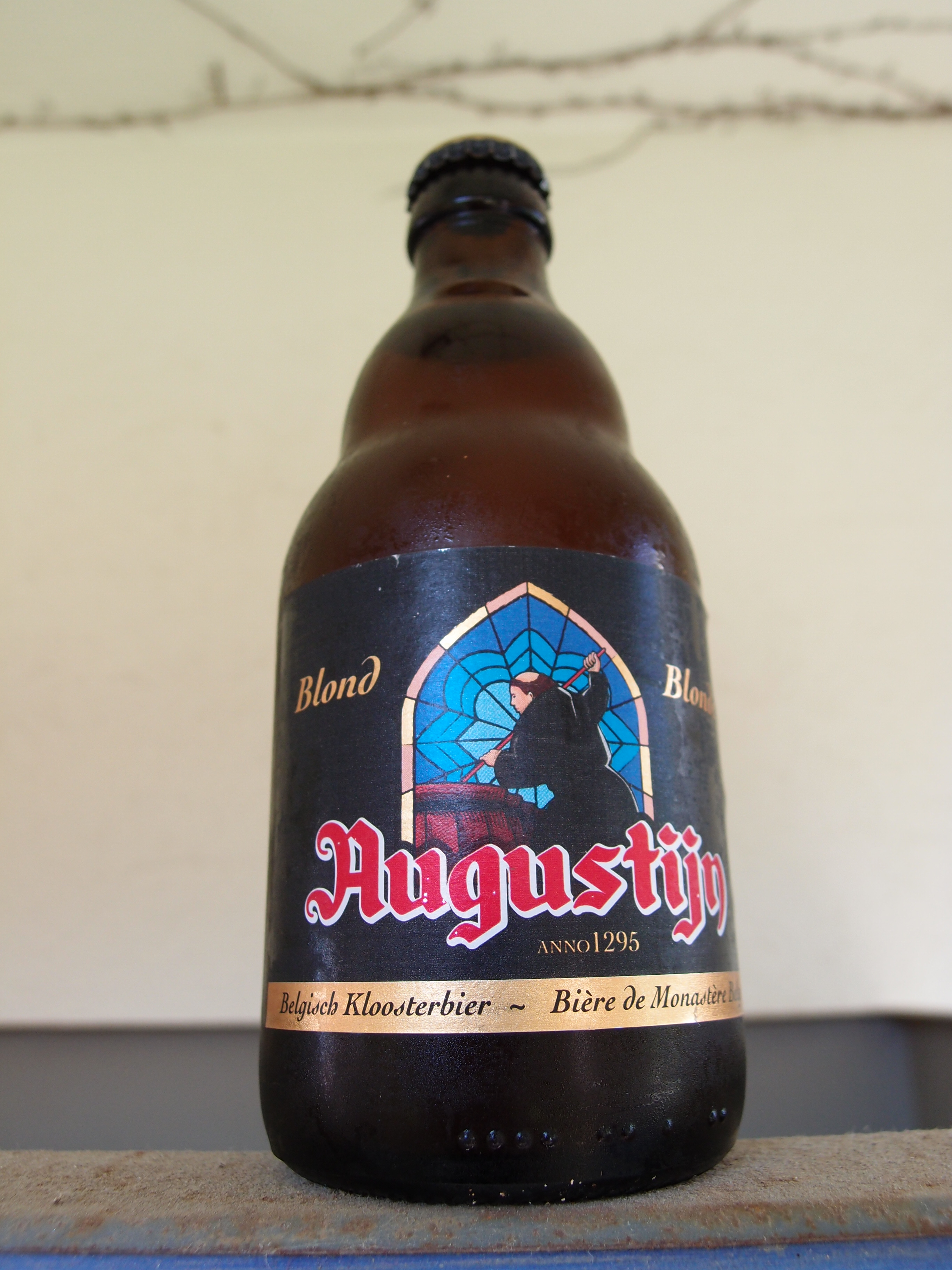
Augustijn Blond
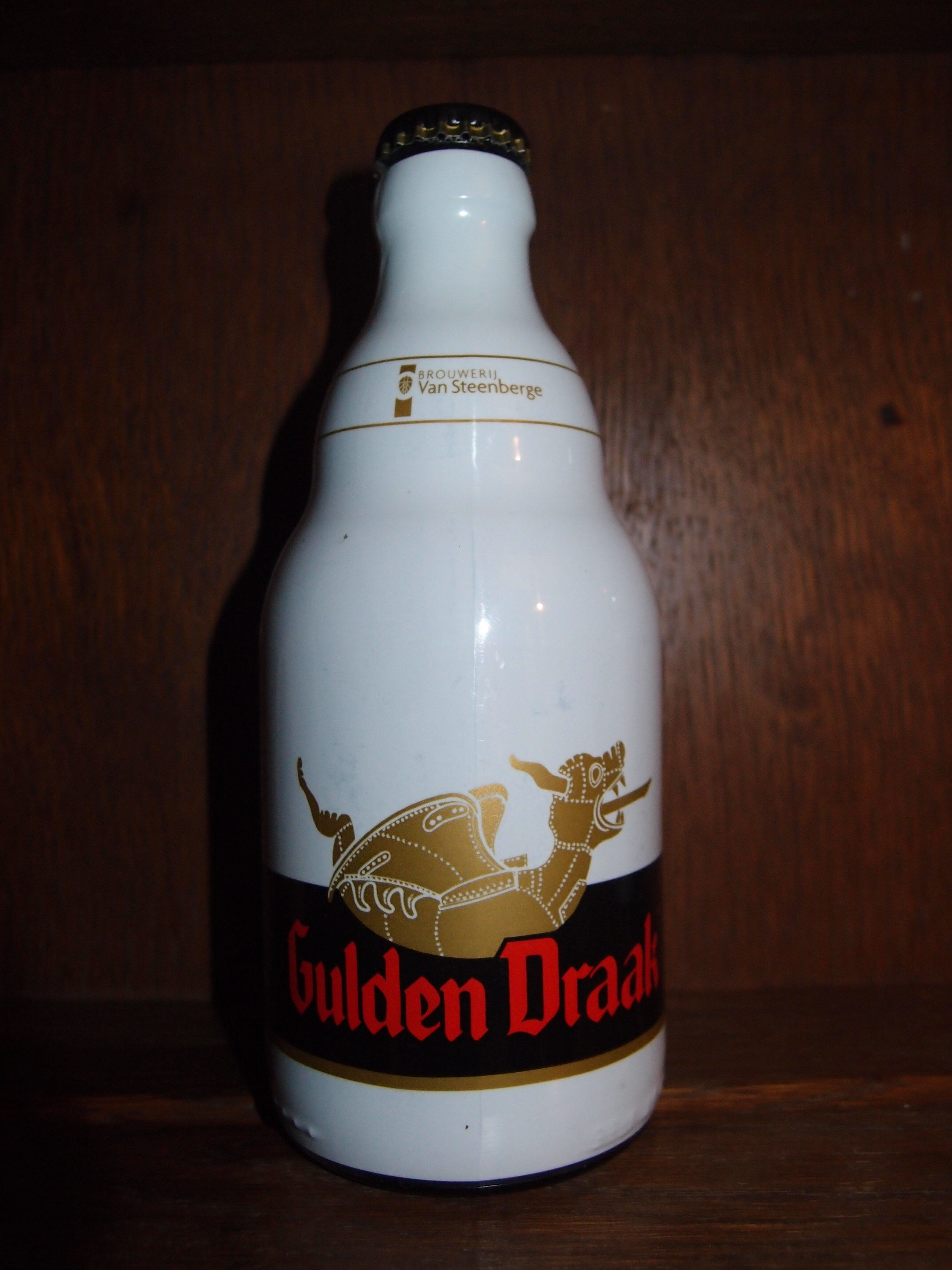
Starkbier Gulden Draak
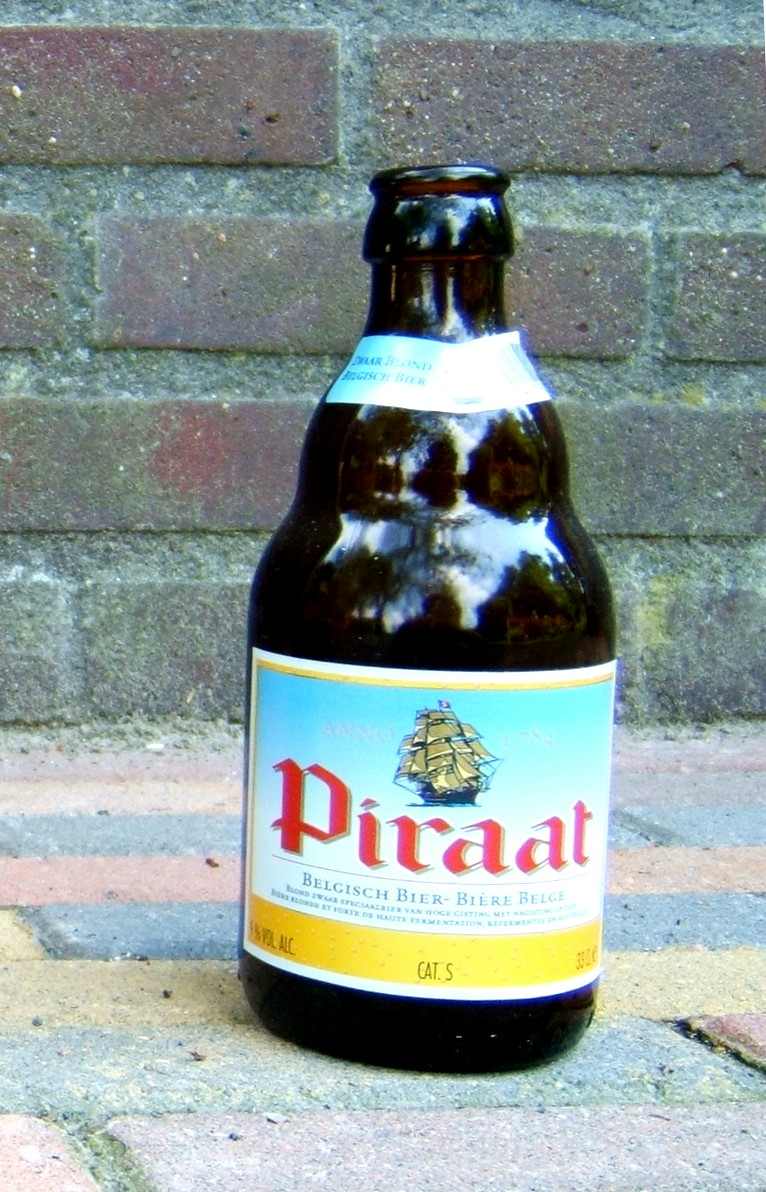
Starkbier Piraat
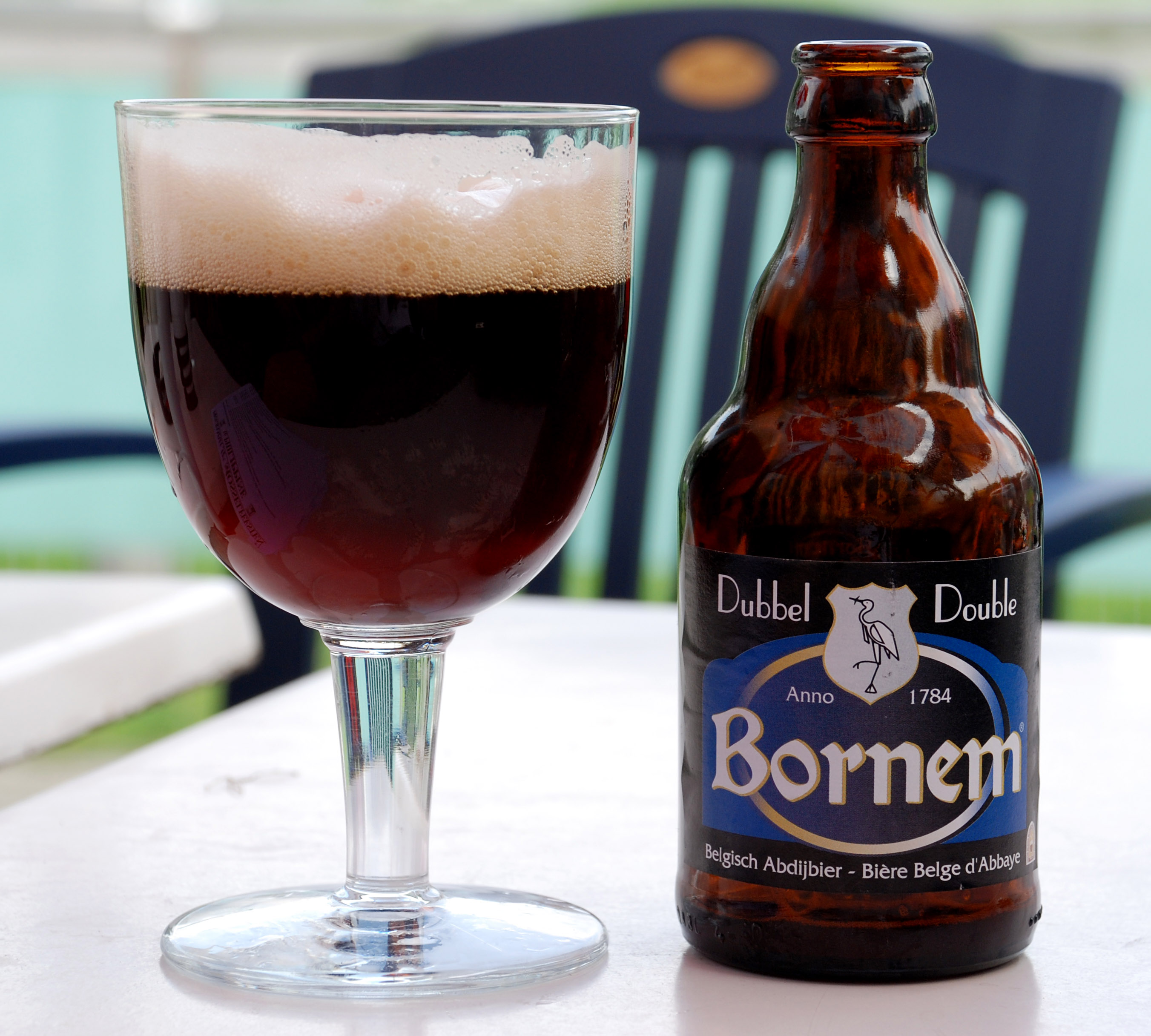
Bornem Dubbel

## Auftragsbiere
Van Steenberge braut – über das eigene Biersortiment hinaus – auch diverse Auftragsbiere nach Kundenwünschen, wie zum Beispiel:
- Atomium Premier Grand Cru (8 %)
- Celis White (5 %)
- L'emeraude de Poilvache (9 %)
- Sinpalsken (8,5 %)
- de garre (11,0 %)